# Отто фон Гун
Отто фон Гун (також Оттон Гун, нім. Otto Wilhelm von Huhn; 17 червня 1764 Митава, Курляндія — 20 березня 1832, Рига, Ліфляндська губернія) — балтійський німецький лікар та історик, першим почав вакцинацію проти оспи в Ліфляндії, засновник і перший директор психіатричної лікарні «Олександрівські висоти». Отто фон Гун провів великі дослідження, спрямовані на поліпшення охорони здоров'я мешканців Ліфляндії та Риги, боротьбу з епідеміями, які стосуються етнографії та топографії регіону.

## Біографія
Народився 17 червня 1764 року в Мітаві, в сім'ї суперінтенданта (глави церковного округу) Євангелічно-лютеранської церкви Курземського і Земгальського герцогства Християна Гуна. З 1780 по 1783 рік навчався в Academia Petrina в рідному місті. Потім вивчав богослов'я в Гальському університеті в Німеччині, проте не був прийнятий до числа студентів. З 1785 по 1788 рік вивчав медицину й здобув ступінь доктора в Геттінгенському університеті. У 1789 році склав іспити в Санкт-Петербурзі й отримав право працювати лікарем на території Російської імперії. 1790 року Гун став другим лікарем заснованого 1754 року Ризький військовий госпіталь, але за рік, 1791 року, звернувся до приватної практики, за короткий термін завоювавши авторитет і популярність у Ризі. У 1795 році в Ризі було опубліковано написане ним дослідження: «Топографічний опис міста Риги з додатком лікарських спостережень».
27 листопада 1800 року Отто фон Гун провів першу в Ризі вакцинацію від віспи, взявши на озброєння метод, відкритий за кілька років до цього англійським лікарем Едвардом Дженнером (1796 рік). У 1803 році було створено Ризьку установу вакцинації проти віспи. Вакцинацію жителів Руйієни провів місцевий священик Густав фон Бергман. 1804 року на запрошення графа Андрія Розумовського Отто фон Гун переїхав до Москва. У 1805 році він вирушив у Малоросію як домашній лікар графа Розумовського. 1806 року Отто фон Гун опублікував у Москві свої подорожні нотатки про Малоросію в трьох томах ('Flüchtige Bemerkungen auf einer Reise von Moskau nach Klein-Rußland). Придворним лікарем графа Розумовського Гун пропрацював до 1807 року.
У 1807 р. у Москві видав працю «Повсюдне введення запобіжної віспи в Європейській і Азіатській Росії».
У 1807—1809 роках практикував як лікар у Москві.
У 1808 році Гун продав свою велику бібліотеку у 2000 томів Московському університету.
З 1809 до 1811 року, під час наполеонівських воєн, на запрошення князя Репніна Гун обіймав посаду лікаря російського посольства в Касселі (Гессен) і Парижі (Франція).
З 1811 по 1813 рік працював лікарем у Санкт-Петербурзі.
У 1813 році О. Гун повернувся до Риги, працював як лікар, учений, історик і діяч культури. У 1819 році він очолив першу в Остзейському краї психіатричну лікарню «Олександрівські висоти» і працював на цій посаді 10 років, до 1829 року. Він першим вивчив цілющі властивості грязей Кемері і мінеральних джерел Балдоне.
Отто фон Гун помер 20 березня 1832 року після тривалого захворювання на бронхіальну астму. Похований на Ризькому Великому кладовищі.

## Праці
- «Commendatio de regeneratione patrium mollium in vulnere» (латынь, Геттинген, 1787);
- «Observationum medicarum ac chirurgicarum, fasciculus. Cum tabula aenea» (латынь, Геттинген, 1788);
- «Topographische Beschreibung der Stadt Riga (Топографическое описание города Рига с приложением наблюдений врача)» (нем., Рига, 1795), «Топографическое описание города Рига» (русское издание, Петербург, 1804);
- Flüchtige Bemerkungen auf einer Reise von Moskau nach Klein-Rußland (1806);
- Поверхностные замечания по дороге от Москвы в Малороссию в осени 1805 года. Сочинение Оттона фон Гуна. Перевод с немецкого. Ч.1-3. М.,1806. (в типографии Платона Бекетова)
- «Несколько слов к гражданам и поселянам о пользе прививания коровьей оспы» (русское издание, Москва, 1807);
- «Повсеместное введение предохранительной оспы в Европейской и Азиатской России» (на немецком и русском языках, Москва, 1807);
- «Дополнение к медико-топографическому описанию Лифляндии» (русское издание, Санкт-Петербург, 1814).Поверхностные замечания по дороге от Москвы в Малороссию